# Le Freak
A Le Freak az amerikai Chic nevű diszkócsapat harmadik kislemeze, a második C'est Chic című második stúdióalbum első kimásolt dala, mely a Billboard Hot 100-as listán az első helyen szerepelt. A kislemezből több mint 7 millió  példányt értékesítettek, és a csapat az I Want Your Love és Chic Cheer című dalokkal is jelentős sikereket ért el a slágerlistákon.
A dal a Billboard listán a 3. helyezést érte el 1979-ben, valamint a Billboard magazin Hot 100-as listáján a dal a 21. helyre került. 2018-ban a Nemzeti Felvételi Nyilvántartásban a dalt kulturálisan, történelmileg és művészi szempontból rangsorolták.

## Dalszöveg
A dalszövegben lévő "Stompin' at the Savoy", utal egy korábbi dalra, melyet Edgar Sampson alkotott, valamint az akkor népszerű Studio 54 nevű akkor népszerű New York-i klubra utal, hogy "Gyere le aZ 54-be"

## Megjelenések
12"  GER Atlantic – ATL 20 126
(Limited Edition - Orange vinyl)
- A Le Freak	5:24
- B Savoir Faire	4:53

## Története
A dal annak eredményeképpen alakult 1977 szilveszterén, hogy a Studio 54 nevű klubba Bernard Edward-ot meghívta Grace Jones a klubba, azonban a klub személyzetét nem értesítették Rodgers érkezéséről, így nem engedték be a szórakozóhelyre. Rodgers azt nyilatkozta, hogy az eredeti dalszöveg úgy hangzott, hogy "Fuck off!" rather than "Freak out!" Ezt Nile Rodgers a BBC-n bemutatott How to make it in the Music Business (Hogyan készítsünk zenét) című dokumentumfilmben mesélte el.
A Le Freak című dal volt az, mely három alkalommal volt első helyezés a Billboard Hot 100-as listán. A dal hangmintáit az évek alatt több előadó is feldolgozta, többek között MC Lyte Woo Woo (Freak Out) című dalában, mely az 1998-as Woo című filmben is hallható, illetve az énekesnő három hónappal később megjelent stúdióalbumán is helyet kapott. A dal hangmintái Leona Lewis Bleeding Love című dalában is hallható, de Rihanna és Bruno Mars egyes dalaiban is felismerni az eredeti hangmintákat.
1987-ben acid-house stílusban is feldolgozták a dalt Jack Le Freak címmel, mely 18. helyezést ért el az Egyesült Királyság kislemezlistáján.

## A dal a pop kultúrában
2010-ben a Le Freak című dalt a Millionaires zenekar dolgozta fel, és az MTV által bemutatott Turn the Beat Around című filmben volt látható és hallható. A dalban lévő basszust a My Life with the Thrill Kill Kult nevű amerikai rock csapat dolgozta fel, és jelentette meg 1990-es albumán.
A dal az alábbi filmekben hangzott el: Nehézfiúk, A diszkó végnapjai, Mystery Men – Különleges hősök, 102 kiskutya, Kis nagy színész, Shrek 2., Pat, a rejtélyes, A Maszk 2. – A Maszk fia, Kavaró korisok, Egy ropi naplója, Drágán add a rétedet, Toy Story 3., Super 8, Buddy, Gondolkozz pasiaggyal! 2.

## Slágerlista
| Slágerlista (1978–79)                                                      | Legjobb helyezés |
| -------------------------------------------------------------------------- | ---------------- |
| Australia (Kent Music Report)                                              | 1                |
| Ausztria (Ö3 Austria Top 40)                                               | 6                |
| Belgium (Ultratop 50 Flanders)                                             | 2                |
| Canada Top Singles (RPM)                                                   | 1                |
| Canada (RPM Adult Contemporary)                                            | 1                |
| Canada (RPM Dance Songs)                                                   | 1                |
| Canada (RPM Top 15 12inch)                                                 | 1                |
| France (SNEP)                                                              | 2                |
| Németország (Media Control Charts)                                         | 5                |
| Ireland (IRMA)                                                             | 20               |
| Italy (FIMI)                                                               | 2                |
| Hollandia (Top 40)                                                         | 2                |
| Hollandia (Single Top 100)                                                 | 5                |
| Új-Zéland (Recorded Music NZ)                                              | 1                |
| Norvégia (VG-lista)                                                        | 9                |
| South Africa                                                               | 1                |
| Svédország (Sverigetopplistan)                                             | 6                |
| Svájc (Schweizer Hitparade)                                                | 2                |
| UK Singles (Official Charts Company)                                       | 7                |
| US Billboard Hot 100                                                       | 1                |
| US Hot R&B/Hip-Hop Songs (Billboard)                                       | 1                |
| US Dance Club Songs (Billboard) (with "I Want Your Love" and "Chic Cheer") | 1                |
| US Billboard Adult Contemporary                                            | 48               |
| US Cash Box Top 100                                                        | 1                |

| Slágerlista (1987) (Jack Le Freak)            | Legjobb helyezés |
| --------------------------------------------- | ---------------- |
| Ír slágerlista                                | 13               |
| UK Singles (Official Charts Company)          | 19               |
| US Dance Club Songs (Billboard)               | 15               |
| US Dance/Electronic Singles Sales (Billboard) | 21               |
| Slágerlista (2013)                            | Legjobb helyezés |
| Franciaország (Single Top 100)                | 192              |

| Slágerlista (1978)     | Helyezések |
| ---------------------- | ---------- |
| Canada RPM Top Singles | 132        |

| Slágerlista (1979)     | Helyezések |
| ---------------------- | ---------- |
| Australia              | 8          |
| Canada RPM Top Singles | 42         |
| New Zealand            | 8          |
| South Africa           | 8          |
| US Billboard Hot 100   | 3          |
| US Cash Box            | 1          |

| Slágerlista          | Helyezés |
| -------------------- | -------- |
| US Billboard Hot 100 | 24       |